# Imugana metallica
Imugana metallica är en tvåvingeart som beskrevs av Günther Enderlein 1937. Imugana metallica ingår i släktet Imugana och familjen bredmunsflugor. Inga underarter finns listade i Catalogue of Life.